# تپه نلیوان
تپه نلیوان مربوط به هزاره اول قبل از میلاد - سدهٔ ۶ تا ۸ ه.ق است و در شهرستان اشنویه، بخش مرکزی، دهستان اشنویه شمال، روستای نلیوان واقع شده و این اثر در تاریخ ۲۸ شهریور ۱۳۸۶ با شمارهٔ ثبت ۱۹۶۰۶ به‌عنوان یکی از آثار ملی ایران به ثبت رسیده است.